# 袰川有希
袰川 有希（いやがわ ゆき、1978年8月28日 - ）は、日本のフリーアナウンサー、ライター。

## 来歴
東京都出身。青山学院女子短期大学卒業。
短大を卒業後、三井住友銀行に入行。有価証券取引関係の資格（二種外務員）も取得するが、退職して放送業界へ転身。オールウェーブ・アソシエツからの派遣により、2006年10月から静岡第一テレビ (SDT) の契約アナウンサーを務めていた。
契約の終了後、オールウェーブ・アソシエツからエス・オー・プロモーション (SOP) へ移籍。そして2010年11月から日経CNBCのキャスターになり、同局とテレビ東京とBSジャパン（現・BSテレ東）で放送される数多くの経済情報番組を担当した。またその後も、ラジオNIKKEIの経済情報番組に出演した。
放送業界での活動を続けながらライターとしても活動。光文社が雑誌『STORY』公式サイト内に設けた「STORY デジタリストブログ」の1期生となる。

## 人物
既婚者であり、SOP退所後の2018年7月に第1子を出産している。
歌手のAIとは遠縁の親戚という関係にある。

## 出演

### テレビ番組

#### オールウェーブ・アソシエツ時代
- 日経CNBCニュース（日経CNBC） - リポーター[6]
- 市民リポート（ジェイコム千葉） - リポーター[6]
- 情報ライブ ミヤネ屋（読売テレビ） - 静岡中継リポーター[9]
- NewsリアルタイムSHIZUOKA（静岡第一テレビ） - 特集コーナーナレーター[9]
- 静岡第一テレビ番組宣伝部（静岡第一テレビ） - ナビゲーター[9]
- NNNストレイトニュース 静岡ローカルパート（静岡第一テレビ） - キャスター、リポーター、ナレーター[10]
- ○ごとワイド（静岡第一テレビ） - コーナーリポーター[9]
- NNN Newsリアルタイム（日本テレビ） - 静岡中継リポーター[10]

#### エス・オー・プロモーション時代
- ボリショイ動物サーカス〜ボリショイ子供ニュース〜（テレビ埼玉/チバテレビ/TOKYO MX/テレビ神奈川）[9]
- E morning（テレビ東京）
- NEWS FINE（テレビ東京） - 第1部の東証アローズ中継に日経CNBCのキャスターとして出演。
- ビジネスヘッドライン（日経CNBC） - キャスター
- ラップトゥディ（日経CNBC） - キャスター
- マーケットストリート〜後場NOW〜（日経CNBC） - キャスター、メインキャスター
- TOKYOマーケットウォッチ（日経CNBC） - キャスター
- 昼エクスプレス（日経CNBC） - キャスター
- 前場NOW（日経CNBC） - キャスター、アローズリポーター
- 朝エクスプレス（日経CNBC） - キャスター、アローズリポーター
- マネージング アジア（日経CNBC） - ナレーター
- ASIAエクスプレス（日経CNBC） - メインキャスター
- 昼カブ 投資相談室（日経CNBC） - キャスター
- デリバティブマーケット（日経CNBC） - メインキャスター
- FXまるわかりナイト（日経CNBC） - メインキャスター
- FXぐろ〜ばるナイト（日経CNBC） - メインキャスター
- Mナビ（テレビ東京）[11]

### ラジオ番組
- ザ・マネー（ラジオNIKKEI第1放送） - 木曜アシスタント（2015年1月8日 - 2017年9月28日）
- マーケット・トレンド（ラジオNIKKEI第1放送） - 金曜キャスター（2015年8月6日 - 2017年9月29日）

### オリジナルビデオ
- ノブ&フッキーのスナックに癒されて（2010年、ドリーミュージック） - ナレーター[9]